# Enczec
Enczec (bułg. Енчец, tur. Salman) – wieś w południowej Bułgarii, w obwodzie Kyrdżali, w gminie Kyrdżali.